# Schloss Seeholzen
Schloss Seeholzen war der Sitz der ehemaligen Hofmarksherren von Gräfelfing, wenige Kilometer südwestlich von München. Es befand sich auf einer Halbinsel in der Würm an der heutigen Pasinger Straße. Die Anlage ist  nicht als Bodendenkmal im Bayernatlas eingetragen. 

## Geschichte
Der Adelssitz wird erstmals 1116 urkundlich erwähnt. Ein Bruder von Otto I. (Bayern), Pfalzgraf Friedrich, tauschte es gegen Besitzungen in Pasing.
Als weitere Besitzer sind Pronotar Hanns Rissheimer und eine Familie Ramung bekannt. 1643 ging Schloss Seeholzen an die Grafen von Hörwarth über, die es mit der Hofmark Planegg vereinen. Während des Dreißigjährigen Kriegs muss die Bausubstanz sehr gelitten haben. So berichtet der Kupferstecher Michael Wening im Jahr 1701: „…das Schlößchen ist aber von Feindeszeiten her noch nicht zugericht“. Vermutlich wurde der Bau wenig später abgebrochen, die landwirtschaftlichen Gebäude jedoch als Wandelhammer-Hof erhalten.
Der letzte Besitzer dieses Bauernhofs und 2. Bürgermeister Josef Weinbuch vermachte das Grundstück der Gemeinde Gräfelfing. In seinem letzten Willen machte er zur Auflage, an dieser Stelle ein Altenheim (St. Gisela) zu errichten und das Gelände als öffentlichen Park zugänglich zu machen.